# IC 3998
IC 3998 је спирална галаксија у сазвјежђу Береникина коса која се налази на листи објеката дубоког неба у Индекс каталогу.
Деклинација објекта је + 27° 58' 22" а ректасцензија 12h 59m 46,9s. Привидна величина (магнитуда) објекта IC 3998 износи 14,6 а фотографска магнитуда 15,6. IC 3998 је још познат и под ознакама CGCG 160-236, DRCG 27-152, PGC 44664.